# Dendrobium sleumeri
Dendrobium sleumeri är en orkidéart som beskrevs av Paul Ormerod. Dendrobium sleumeri ingår i släktet Dendrobium, och familjen orkidéer. Inga underarter finns listade i Catalogue of Life.